# 野口綾子
野口 綾子（のぐち あやこ、1982年4月6日 - ）は、タレントMC、元グラビアアイドル。
事務所はホリプロ（アナウンサーズプロモーション）。埼玉県さいたま市出身。東洋大学社会学部社会学科卒業（2004年度ミス東洋大学）。身長156cm。血液型はA型。

## 来歴
2001年、秋葉原@ラブロスでの澁谷良子の番組でアシスタントで「上杉綾子」の芸名でデビューする。その後順調にグラビアアイドルとして活動するが、インターネットサイト「デジドルネット」にてデジドルエッグ4期として活動中、突然のタレント活動休止。
2003年、東洋大学在学中に「チームジャビッツ21」（読売ジャイアンツ・マスコットガール。現『チームヴィーナス』）のメンバーとなる。その後もヴェルディガールズ（東京ヴェルディ1969・イメージガール）。お台場デックス東京ビーチベイスタジオイメージガールイメージガール（準グランプリ）を歴任する。
2004年、ミス東洋大学に選ばれ、同年の『Miss of Miss Campus Queen Contest』ではファイナリストに残った。
2006年、大学卒業を機にタレント活動を再開。この他、大学在学中から現在も月刊ダイバーの水中モデライターとして、水中モデルに加えてライター業も行っている。
2008年にはミスマガジンフットサル賞を受賞。
2011年にはプロ野球選手の阿南徹と結婚したが2015年の時点では離婚。また、事務所の後輩である滝口ミラと森山周を引き合わせ、二人の結婚のきっかけとなった。
2018年に再婚した。
2021年8月18日、第2子女児を出産。

## 人物
- 趣味はスキューバーダイビング・水中撮影で魚オタクである。ダイブマスターの資格を持っている。
- 学生時代は漫画喫茶でアルバイトしていたという程、マンガ・アニメ好き。幕末マニア。
- 特技はバスケットボール、野球、クリケット、フットサル（GK）、ルービックキューブ
- 少年野球のコーチをしていた父の影響で、小学校から野球をやっていたため大の野球好き、特に読売ジャイアンツのファン。

## 出演

### テレビ
- 『アニメっこMAX』（スカイパーフェクTV!（Ch.724）-ANIMAX）
- 『ジャイケルマクソン』（毎日放送）
- 『高校野球ダイジェスト』（テレ玉）
- 『月刊ファイターズTV』（GAORA）
- 『フットサルガールズAngel League』（BS日テレ）
- 『朝まるJUST』（千葉テレビ）
- 『ハピはぴ・モーニング〜ハピモ〜』（千葉テレビ）
- 『世界まる見え!テレビ特捜部』（日本テレビ）

### ラジオ
- 『REDS WAVE』（エフエム浦和）FM78.3Mhz（2008年）
- 『昼生! ランチタイムイレブン』水・木曜11:00-12:55（2008年4月）
- 『REDS Power Of The Town』水・木曜19:00-19:55を担当。番組コメンテーターは浦和レッズOBの福永泰。
- 『我ら! 浦和蹴球部』月・水曜12:00-12:55（2008年）
- 『絶対! 浦和主義赤波瓦版』水曜19:00-19:55（2008年）
- デジタル文化放送UNIQue the RADIO『Live for Life 〜Tokyo Livehouse Network Station〜』 火曜10:00-12:00 ロック担当。（2009年4月 - 9月）
- 『センパツ!』（文化放送） 火〜金曜17:50-21:00（2009年10月 - 2010年9月）
  - センパツガールズとして金曜日パーソナリティーを担当。キャッチャー（パートナー）は斉藤一美アナ（文化放送）。ナイターシーズンは曜日不定での出演となったが、必ず斉藤アナとのコンビでの放送であった。
- 『岩本勉のまいどスポーツ（文化放送） 日曜17:55-19:00（2010年10月 - 2011年4月）
- 『情報どっか〜んライブ!ホームランラジオ』（MBSラジオ）（2012年2月16日放送分） - 本来のスタジオパートナー・近藤夏子の代役として出演[5]。
- 『まるスポ! Friday』（ラジオ関西） 野球中継のない金曜17:55-21:00（2012年4月 - 9月）
- 『ヨコハマ・ラジアンヌスタイル』（アール・エフ・ラジオ日本）水・木曜12:00-15:00（2012年10月 - ）

### 雑誌
- 『月刊ダイバー』（2004-現在）

### イベント
- 『Anisong Ichiban!! presented by Horipro』 - MC、ホタテーズと共に

## DVD
- 大好き!チームジャビッツ21（2003年7月9日）
- カリスマ入門（2008年10月24日）OL役
- フットサルガールズレッスン! -Futsal Girls Lesson!-（2010年5月28日）